# Declana griseata
Declana griseata là một loài bướm đêm trong họ Geometridae.